# Sorin Anghel
Sorin Anghel (ur. 16 lipca 1979) – farerski piłkarz i trener pochodzący z Rumunii i posiadający również rumuńskie obywatelstwo, pomocnik, zawodnik i asystent trenera w klubie Víkingur Gøta.